# ぶち
| ウィキペディアには「ぶち」という見出しの百科事典記事はありません（タイトルに「ぶち」を含むページの一覧/「ぶち」で始まるページの一覧）。 代わりにウィクショナリーのページ「ぶち」が役に立つかもしれません。 |